# Шеггі і Скубі-Ду ключ знайдуть!
Шеггі і Скубі-Ду ключ знайдуть! (англ. Shaggy & Scooby-Doo Get a Clue!) — популярний американський анімаційний серіал. В Україні транслювався телеканалом «Новий канал».

## Сюжет
У один не дуже вдалий день до Шеггі Роджерса зателефонували і повідомили, що його дядько, Альберт Шегглфорд, зник безвісти і залишив Шеггі та його псу Скубі-Ду мільярд доларів та свій маєток. Шеггі та Скубі повідомили про це друзям з детективної команди "Таємниця" і вирушили до маєтку, де зустріли перший винахід дядька Альберта, робота Робі, який усе ламає, і попросили приготувати поїсти, а самі у цей час пішли дивитись телевізор. Там було дуже багато пультів, але Шеггі побачив ще один пульт. Це був пульт від лабораторії Шегглфорда. У лабораторії Шеггі побачив записку від свого дядька, де було написано, що він ховається від злого доктора Фінеаса Файбса, який хоче викрасти рецепт супер Скубі Снеків. А також там був рецепт тих самих супер Скубі Снеків, які давали суперсилу, але були випробувані лише на тваринах. У цей час за ними спостерігали агенти Файбса, від яких їм треба було врятуватися. Так почалась довга ворожнеча між Файбсом та юними детективами.

## Список серій
Сезон 1: 2006-2007:
- 1. "Гонитва за багатством" — Шеггі отримує від недавно зниклого дядька Альберта розкішний маєток і купу багатства, але Шеггі і Скубі переслідує доктор Фінеас Файбс, який хоче дістати рецепт нових супер Скубі Снеків.
- 2. "Ще фондю для Скубі-Ду" — Шеггі і Скубі вирушають до Швейцарії щоб запобігти злим планам доктора Файбса.
- 3. "Скубі з вищого суспільства" — Скубі і Шеггі вирушають у вище суспільство щоб у черговий раз запобігти планам Файбса і набрати собі якнайбільше їжі.
- 4. "Вечірка" — Шеггі і Скубі вирішують влаштувати вечірку, але Файбс посилає туди свого руйнівного робота А.Р.Т.а.
- 5. "Розумний дім" — Файбс запускає злий вірус, щоб заразити національну систему захисту, але на його шляху встають Шеггі і Скубі.
- 6. "Блискавка вдаряє двічі" — Файбс намагається знищити Землю електрошоком з космосу, а Шеггі і Скубі перевдягаються у прибульців, щоб відлякати злого генія.
- 7. "Не годуйте тварин" — Файбс намагається нашкодити екології, знищивши тропічні ліси.
- 8. "Таємниця зниклих розгадувачів таємниць" — Чед Чеддінгтон, великий детектив, заявляє, що Скубі і Шеггі не варті своєї професії.
- 9. "Сталеві шефи"
- 10. "Майже привиди"
- 11. "Полюс до полюсу"
- 12. "Велика неприємність"
- 13. "Операція Собака і хлопець хіппі"

Сезон 2: 2007-2008:
- 14. "Шеггі у світі Скубі"
- 15. "Майже мурр-дово"
- 16. "Внутрішня робота"
- 17. "Зойнскмен"
- 18. "Багато обличь зла"
- 19. "Круїз для бруїзу"
- 20. "Лікар у будинку"
- 21. "Супер страшна кіно-ніч"
- 22. "Втікаючий Робі"
- 23. "Не отримай велику голову"
- 24. "Скубі-чуваки"
- 25. "Дивопес"
- 26. "Тривога дядька Альберта"

## Персонажі
- Шеггі Роджерс (англ. голос — Скотт Менвілл; укр. голос — Дмитро Завадський) — головний герой серіалу, боягуз, але знайде вихід з будь-якої ситуації.
- Скубі-Ду (англ. голос — Френк Велкер; укр. голос — Володимир Терещук) — пес героя, який отримує суперсилу дякуючи супер Скубі Снекам.
- Альберт Шегглфорд (англ. голос — Кейсі Кейсем) — зниклий дядько Шеггі.
- Фінеас Файбс (англ. голос — Джефф Беннетт; укр. голос — Володимир Терещук) — схиблений вчений, який хоче отримати формулу Снеків.
- Робі (англ. голос — Джим Мескімен; укр. голос — Володимир Терещук) — вселамаючий робот.
- Агенти Файбса (англ. голоси — Джим Мескімен, Джефф Беннетт, Френк Велкер і Скотт Менвілл; укр. голоси — Дмитро Завадський і Володимир Терещук) — невдахи, які служать Фіббсу.
- Фред Джонс (англ. голос — Френк Велкер; укр. голос — Володимир Терещук) — найкращий друг героїв.
- Дафна Блейк (англ. голос — Ґрей Дедайл; укр. голос — Юлія Перенчук) — найгарніша подруга Шеггі і Скубі.
- Велма Дінклі (англ. голос — Мінді Коун; укр. голос - Юлія Перенчук) — найрозумніша подруга наших героїв.